# Космос (ракета)
Космос (такође написан Козмос, руски: Ко́смос  ) ракете су биле серије совјетских, а потом и руских ракета, изведених из пројектила Р-12 и Р-14, од којих је најпознатија Космос-3М, који су извршили преко 440 лансирања. Космос садржи бројне ракете, ракете носаче и звучне ракете, за орбиталне и суборбитне свемирске летове. Прва варијанта, Космос-2И, први пут је летела 27. октобра 1961. године. Укупно је лансирано преко 700 Космос ракета.

## Варијанте
| Ознака      | ГРАУ индекс | Сврха           | Изведен из | Прво узлетање авиона | Завршни лет       | Примедбе |
| ----------- | ----------- | --------------- | ---------- | -------------------- | ----------------- | -------- |
| Космос      | 63С1        | Ракета носача   | Р-12       | 27. октобра 1961     | 19. децембра 1967 |          |
| Космос-1    | 65С3        | Ракета носача   | Р-14       | 18. августа 1964     | 28. децембра 1965 |          |
| Космос-2М   | 63С1М       | И једно и друго | Р-12       |                      |                   |          |
| Космос-2И   | 11К63       | Ракета носача   | Р-12       | 24. маја 1966        | 18. јуна 1977     |          |
| Космос-3    | 11К65       | Ракета носача   | Р-14       | 16. новембра 1966    | 27. августа 1968  |          |
| Космос-3М   | 11К65М      | Ракета носача   | Р-14       | 15. маја 1967        | 27. априла 2010   |          |
| Космос-3МР  | 65МР        | Звучна ракета   | Р-14       | 1. јануара 1973      |                   | Активно  |
| Космос-3МП  | 65МП        | Звучна ракета   | Р-14       |                      |                   |          |
| Космос-3МРБ | 65МРБ       | Звучна ракета   | Р-14       | 5. децембра 1980     | 21. јуна 1988     |          |